# Gindorf
Gindorf in der Eifel ist eine Ortsgemeinde im Eifelkreis Bitburg-Prüm in Rheinland-Pfalz. Sie gehört seit dem 1. Juli 2014 der Verbandsgemeinde Bitburger Land an.

## Geographie
Gindorf liegt nordöstlich von Bitburg auf der Gindorfer Hochfläche, einem Landschaftsraum des sogenannten Gutlands. Zu Gindorf gehören auch die Wohnplätze Lissenhof und Wiesenhof.

## Geschichte
Eine frühe Besiedelung des Areals um Gindorf wurde durch den Fund von 24 Hügelgräbern nachgewiesen. Diese befinden sich auf einem Höhenrücken nahe der A 60. In unmittelbarer Nähe gibt es zudem ein 1995 entdecktes römisches Brandgrab aus dem 3. Jahrhundert n. Chr., welches im selben Jahr geborgen wurde.
Der Ort wurde erstmals urkundlich im Jahre 893 im Prümer Urbar in unter dem Namen „Gingeyndorpht“ erwähnt.
Der Ort gehörte bis zum Ende des 18. Jahrhunderts zur Propstei Bitburg, die ein Teil des Herzogtums Luxemburgs war.
Nach 1792 hatten französische Revolutionstruppen die Österreichischen Niederlande, zu denen das Herzogtum Luxemburg und damit auch Gindorf damals gehörte, besetzt und 1795 annektiert. Unter der französischen Verwaltung wurde Gindorf 1795 dem Kanton Dudeldorf zugeordnet, der verwaltungsmäßig zum Arrondissement Bitburg im Departement Wälder gehörte. Gindorf war Sitz einer Mairie.
Aufgrund der Beschlüsse auf dem Wiener Kongress kam die Region 1815 an das Königreich Preußen. Unter der preußischen Verwaltung gehörte Gindorf zur Bürgermeisterei Ordorf im 1816 neu errichteten Kreis Bitburg im Regierungsbezirk Trier.
Bevölkerungsentwicklung
Die Entwicklung der Einwohnerzahl von Gindorf, die Werte von 1871 bis 1987 beruhen auf Volkszählungen:
| Jahr | Einwohner |
| ---- | --------- |
| 1815 | 254       |
| 1835 | 422       |
| 1871 | 462       |
| 1905 | 384       |
| 1939 | 659       |
| 1950 | 458       |
| 1961 | 439       |

| Jahr | Einwohner |
| ---- | --------- |
| 1970 | 411       |
| 1987 | 318       |
| 1997 | 337       |
| 2005 | 316       |
| 2011 | 333       |
| 2017 | 321       |
| 2023 | 306       |

## Religion

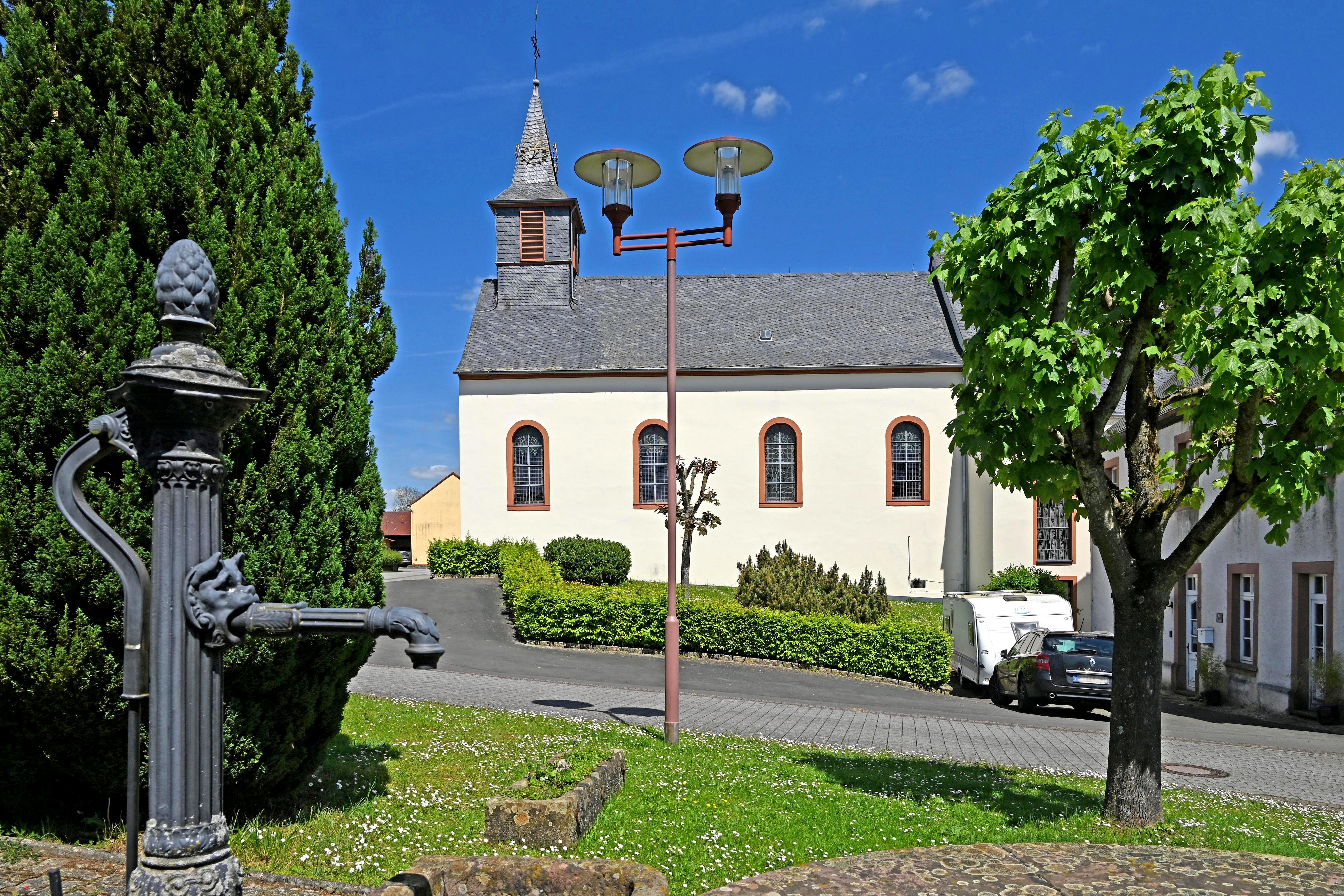
Katholische Pfarrkirche St. Urban

84 % der Einwohner von Gindorf sind katholisch, 4 % evangelisch. Die Gindorfer Pfarrei St. Urban gehört zur Pfarreiengemeinschaft Kyllburg im katholischen Bistum Trier. Auf evangelischer Seite ist die Kirchengemeinde Bitburg im Kirchenkreis Trier der Evangelischen Kirche im Rheinland für Gindorf zuständig, deren nächste Kirche die evangelische Kirche in Kyllburg ist.

## Politik

### Gemeinderat
Der Gemeinderat in Gindorf besteht aus acht Ratsmitgliedern, die bei der Kommunalwahl am 9. Juni 2024 in einer Mehrheitswahl gewählt wurden, und dem ehrenamtlichen Ortsbürgermeister als Vorsitzendem.

### Bürgermeister
Marcus Franzen wurde am 18. Juni 2019 Ortsbürgermeister von Gindorf. Da bei der Direktwahl am 26. Mai 2019 kein gültiger Wahlvorschlag eingereicht wurde, oblag die Neuwahl gemäß rheinland-pfälzischer Gemeindeordnung dem Rat, der sich einstimmig für Franzen entschied. Bei der Direktwahl am 9. Juni 2024 wurde er als einziger Bewerber mit einem Stimmenanteil von 87,8 % für weitere fünf Jahre wiedergewählt.
Franzens 2014 gewählter Vorgänger Jürgen Grosdidier hatte das Amt 2017 auf Anordnung der Kommunalaufsicht niederlegen müssen, da er für den Forstzweckverband Waldeifel der Verbandsgemeinde arbeitete und daher laut rheinland-pfälzischer Gemeindeordnung nicht Ortsbürgermeister sein konnte. Bis zur Wahl von Franzen musste der Ort daher von der Verbandsgemeinde mit verwaltet werden.

### Wappen
| Wappen von Gindorf | Blasonierung: „Unter silbernem Schildhaupt mit sieben blauen Schrägrechtsleisten, in Rot ein goldenes, sechsarmiges Kreuz.“                                                           |
| Wappen von Gindorf | Wappenbegründung: Die Farben der Leisten weisen auf die frühere luxemburgischer Landeshoheit hin. Das sechsarmige Kreuz ist das Attribut des Kirchen- und Ortspatrons, des hl. Urban. |

## Sehenswürdigkeiten
Sehenswert ist vor allem die Katholische Pfarrkirche St. Urban.